# Setsubun
Setsubun (jap. 節分) ist im traditionellen japanischen Lunisolarkalender die „Teilung der Jahreszeiten“ und bezeichnet den Tag vor Beginn von 4 der 24 Stationen (二十四節気, nijūshi sekki) des Jahres nach dem Chinesischen Kalender. Heute wird der Begriff Setsubun in erster Linie für den letzten Tag der „Großen Kälte“ (大寒, Daikan) benutzt und markiert die traditionellen Feiern zum Frühlingsbeginn (立春, risshun), meist am 3., seltener am 2. oder 4. Februar (nach dem gregorianischen Kalender). 1897 und 2021 fiel Setsubun auf den 2. Februar.
Die zu dieser Gelegenheit stattfindenden Rituale, die zumeist die symbolische Vertreibung oder Abwehr der Oni (Dämonen) zum Thema haben, werden in ganz Japan in den verschiedenen Religionen gefeiert, wobei es zahlreiche regionale Varianten gibt. Setsubun gehört nicht zu den gesetzlichen Feiertagen Japans.

## Mame-maki

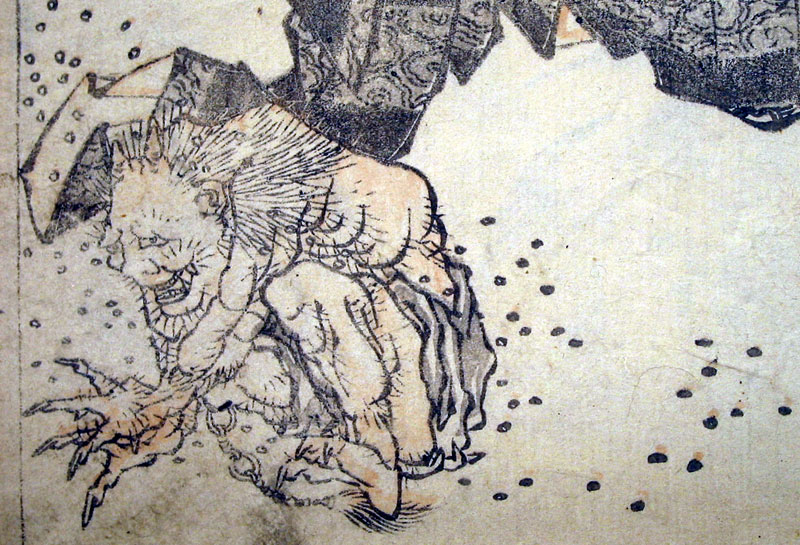
Teil eines Druckes von Hokusai, indem ein Oni von Sojabohnen vertrieben wird.

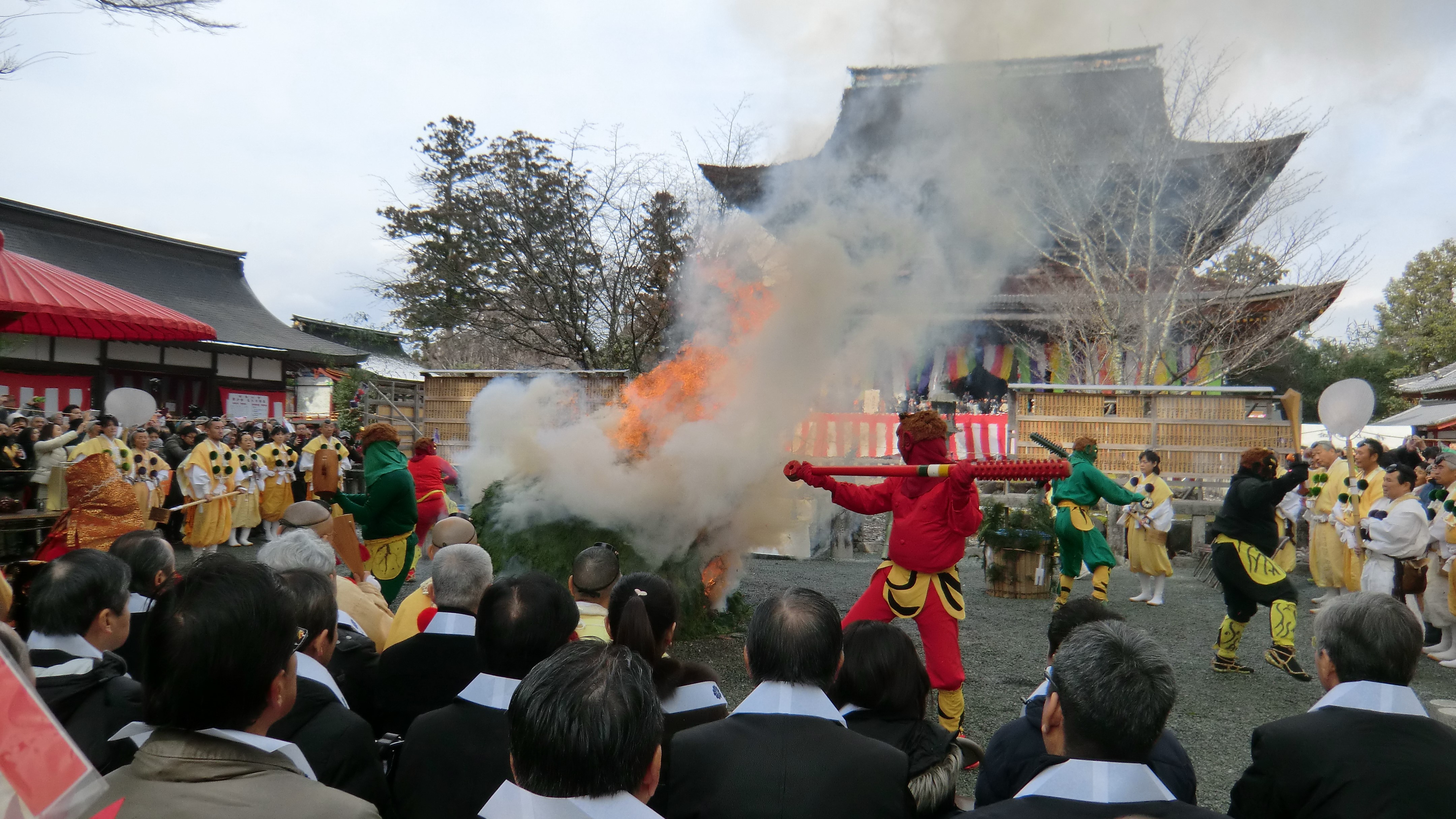
Setsubun am Tempel Kimpusen-ji, 2018

Das rituelle Bohnenstreuen (豆まき, mame-maki) stammt vermutlich aus der Muromachi-Zeit. Es werden geröstete Sojabohnen (豆, mame) entweder auf einen als Oni verkleideten Menschen oder im Haus zweimal in eine als glücklich und zweimal in eine als unglücklich geltende Richtung geworfen und dabei die Worte „Oni wa soto! Fuku wa uchi!“ (鬼は外！福は内！, auf Deutsch: „Dämonen hinaus! Glück herein!“) gerufen. Hierbei soll es besonderes Glück bringen, wenn die Anzahl der Bohnen dem Alter des Werfenden plus eins entspricht und sie zusammen mit einigen Münzen in Papier eingewickelt wurden.
Die Rolle des Werfers (年男, toshi otoko) bzw. der Werferin (年女, toshi onna) wird in privaten Haushalten zumeist vom Familienvorstand oder von einem im chinesischen Sternzeichen des kommenden Jahres Geborenen übernommen. An Tempeln oder Schreinen sind es oft mehrere Mönche, Priester oder Prominente (Politiker, Schauspieler, Sportler usw.), welche die Bohnen in kleinen Säckchen zusammen mit Süßigkeiten, Spielzeug u. dgl. in die versammelte Menge werfen.
Dieser Teil des Setsubun ähnelt dem Lemuria-Fest im alten Rom, bei dem der Hausvorstand ebenfalls im Haus Bohnen verstreute – hier allerdings, um die Geister der Ahnen zu vertreiben.

## Tsuina

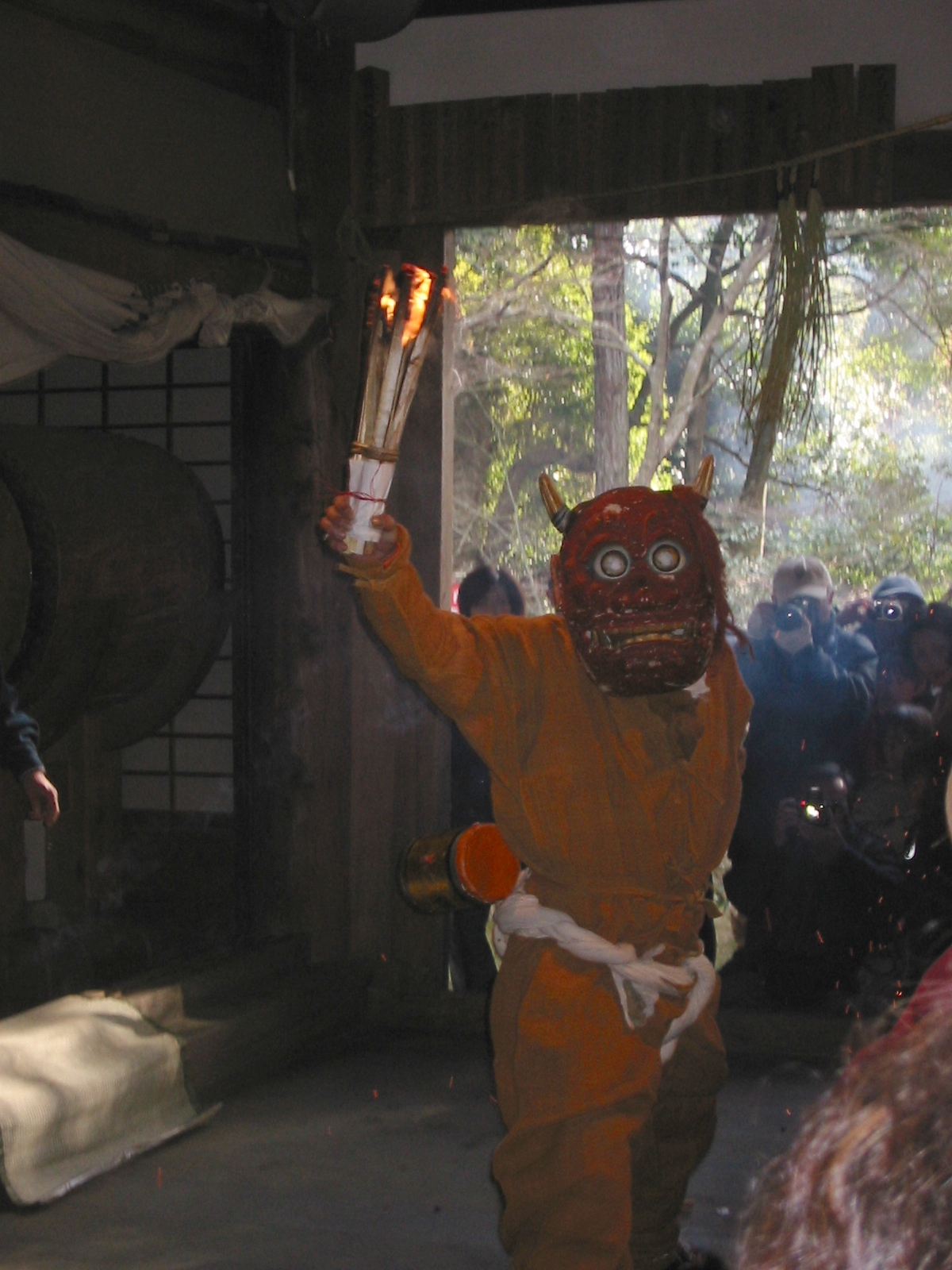
Tsuina-Oni am Renge-ji (蓮花寺) in Miki (Präfektur Hyōgo), 5. Februar 2006

Das Tsuina (追儺), auch bekannt als Oni-yarai (鬼やらい; 鬼遣い; 鬼遣) ist ein ursprünglich aus dem Tang-zeitlichen China stammender Brauch, der traditionell am Abend vor Neujahr begangen wurde. Bei diesem an Schreinen oder Tempeln gepflegten Ritus werden zunächst die Kami von den Teilnehmern mit Saimon (祭文; Gebetstexte) adressiert. Danach vertreiben sie mit Tänzen und Pfeilen als Oni verkleidete Teilnehmer, die das Heiligtum zu betreten trachten.

## Yaikagashi
Das Yaikagashi (焼嗅がし) ist ein in der Moderne größtenteils aus der Mode gekommener Brauch, bei dem Sardinenköpfe auf Zweige des heiligen Strauches Hiiragi (柊; Osmanthus heterophyllus) gespießt und über den Rahmen der Haustür gehängt werden. Dadurch soll den Oni der Eintritt ins Haus verwehrt werden.

## Ehōmaki

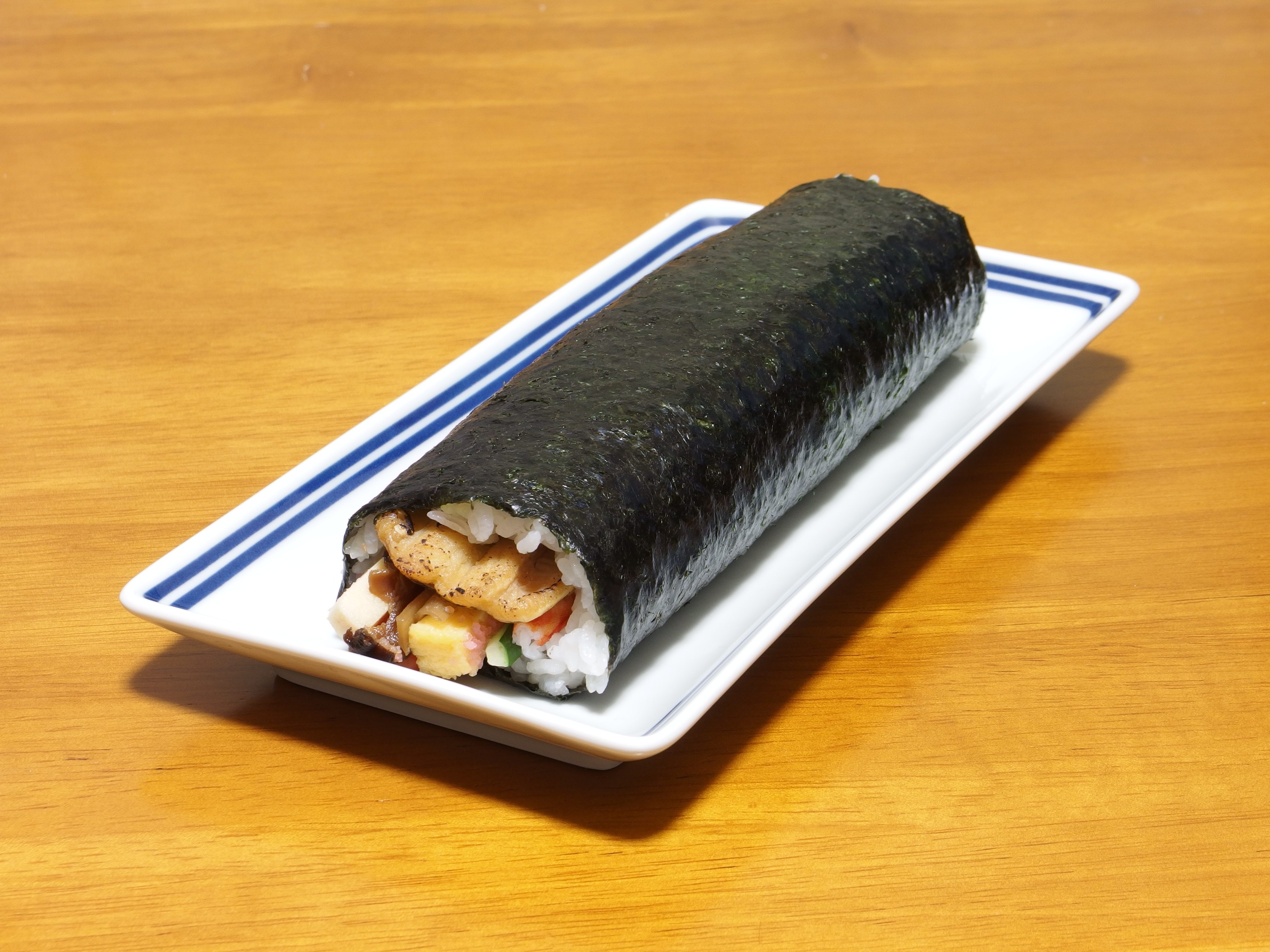
Diese Ehōmaki-Rollen werden an Setsubun gegessen

An Setsubun isst man heutzutage auch Ehōmaki (恵方巻), Reisrollen (Maki), die größer als die üblichen Maki sind, etwas süßlich schmecken und mehrere besondere Zutaten enthalten, die ansonsten nicht verwendet würden, wie z. B. Shiitake.
Ehōmaki stammen traditionell aus Ōsaka und Umgebung. 1995 begann Seven Eleven mit dem Verkauf in Westjapan und 1998 in ganz Japan. Durch nachfolgende Werbekampagnen in Combinis wurde es landesweit populär. Dies entspricht dem Trend, besondere Gerichte nur zu bestimmten Zeiten zu essen (Osechi-ryōri zu Neujahr, Aal im Sommer) in einer Umfrage von 2006 gaben 92,5 % der Befragten an, Ehōmaki zu kennen, und 54,9 % hatten in dem Jahr auch Ehōmaki an Setsubun gegessen. Der Markt betrug 2005 geschätzte 14,4 Mrd. Yen.